# Taloto
Taloto es un barrio rural   del municipio filipino de cuarta categoría de Araceli perteneciente a la provincia  de Paragua en Mimaro,  Región IV-B.
En 2007 Taloto contaba con 580 residentes.

## Geografía
El municipio insular de Araceli se encuentra situado en isla de Dumarán,  ocupando la parte nordeste de la isla, separado por el canal de Dumarán de la isla de  La Paragua, considerada continental.
Linda al norte con la bahía de Bentouán;  al sur y oeste con el municipio de Dumarán; y al este con Mar de Joló frente a las islas de Dalanganem.
Este barrio costero se sitúa en el centro del municipio.
Su término linda al norte con el mar de Joló, bahía de Baysing;
al sur con el barrio de Balogo; 
al  este con el barrio de   Santo Niño ;
y al oeste con el  barrio de  San José de Oro.

### Demografía
El barrio  de Taloto contaba  en mayo de 2010 con una población de 618 habitantes.

## Historia
La misión de Dumarán formaba parte de la provincia española de  Calamianes, una de las 35 del archipiélago Filipino, en la parte llamada de Visayas. Pertenecía a la audiencia territorial  y Capitanía General de Filipinas, y en lo espiritual a la diócesis de Cebú.